# Fafián (Sarria)
Fafián (llamada oficialmente San Xoán de Fafián) es una parroquia española del municipio de Sarria, en la provincia de Lugo, Galicia.

## Organización territorial
La parroquia está formada por tres entidades de población:
- Outeiro
- Pacio (O Pacio)
- Vigo

## Demografía
| Gráfica de evolución demográfica de Fafián entre 2000 y 2021 |
|                                                              |
| Datos según el nomenclátor publicado por el INE.             |